# Dacus frauenfeldi
Espèce
Dacus frauenfeldi est une espèce d'insectes hémiptères de la famille des Tephritidae, décrite par Ignaz Rudolph Schiner en 1868.